# عبد الله عبد الباري
عبد الله عبد الباري (1924 - 1996)، هو صحفي مصري، شغل منصب رئيس مجلس إدارة مؤسسة الأهرام السابق.

## المولد والنشأة
ولد عبد اللَّه عبد الباري يوم 25 أبريل 1924 في قرية «العقدة» مركز منيا القمح بمحافظة الشرقية، وكان أكبر إخوته والتحق بكُتَّاب القرية قبل أن يصل إلي سن الرابعة، ومنذ ذلك الحين بدأ في حفظ القرآن الكريم وفي سن السادسة التحق بالمدرسة الإلزامية.
انتقل عبد اللَّه عبد الباري في سن صغيرة من قريته إلي القاهرة مع عمه ليكمل تعليمه بمدارس القاهرة والتحق عبد الباري بمدرسة القربية بباب اللوق في السنة الأولي وبدأ بعد ذلك ينتقل من مدرسة لأخرى، واصل تنقلاته مع عمه إلي محافظات سوهاج والإسكندرية ثم إلي العريش والزقازيق وعندما كان بالمرحلة الثانوية توفي والده سنة 1938م، كما استشهد عمه البكباشي عبد الوهاب عبد الباري أثناء الحرب العالمية الثانية عام 1940م وبعد أن شارك في تشييع عمه في جنازة عسكرية عاد عبد اللَّه عبد الباري إلي قريته بمحافظة الشرقية ليواصل حياته وتعليمه مع والدته وأخوته.

## حياته الدراسية
بعد إنهائه المرحلة الثانوية ألتحق بكلية العلوم والطب أسوة بابن عمه، ولكنه لم يواصل الدراسة بهذه الكلية ولم يدخل الامتحان في نهاية هذا العام لأن الدراسة لم تستهوه وقرر الانتقال إلي كلية الآداب.
كان عضوا بفريق التمثيل وعضوا بفريق شكسبير المسرحي بالجامعة، فضلا عن عضويته بجمعية الجرامافون التي كان يرأسها الدكتور لويس عوض، كما كان عضوا بجمعية قسم الأدب الإنجليزي حتي صار رئيسا لها وعضوا باتحاد طلاب كلية الآداب جامعة القاهرة.
وفي عام 1947م تخرج عبد اللَّه عبد الباري من قسم اللغة الإنجليزية بكلية الآداب جامعة القاهرة. كان يعشق اللغة العربية من خلال حفظه للقرآن الكريم ومواصلة قراءته له منذ التحاقه بالكُتَّاب وتتلمذ في الجامعة علي أيدي عباقرة اللغة العربية آنذاك أمثال الدكتور شوقي ضيف والدكتورة سهير القلماوي و الدكتور عبد اللطيف حمزة، وتعلم عبد اللَّه عبد الباري اللغات الفرنسية والإيطالية وبعض الإسبانية بعد أن درس اللغة اللاتينية بالجامعة.

## مشواره الصحفي
عمل لفترة مترجما بجريدة صوت الأمة والبلاغ وكانت تسيطر عليه فكرة العمل كمذيع في الإذاعة المصرية منذ أن كان طالبا بالجامعة، وكانت تربطه علاقة صداقة بكبار الإعلاميين والإذاعيين، وقد وعده عميد الإذاعيين آنذاك محمد فتحي بالعمل كمذيع في الإذاعة المصرية بعد تخرجه بعد أن لاحظ نبرة صوته وطريقة إلقائه وسلامة لغته العربية، وبعد التخرج تم استدعاؤه لأداء امتحان الإذاعة، ولكن تم اختياره محررا بقسم الأخبار بالإذاعة ورفض عبد اللَّه عبد الباري هذه الوظيفة.
كان قد وصل إليه خطاب من شركة مصر للطيران ضمن خطابات أرسلتها الشركة لعدد من الخريجين لتولي بعض الوظائف كضباط حركة بالشركة وذلك لبيع التذاكر وخدمة الركاب، وبالفعل التحق عبد اللَّه عبد الباري وعدد من زملائه بهذه الوظيفة، ولكن بعد فترة قدم استقالته بسبب مشاغباته مع الركاب، ثم عمل محررا للاعلانات بالشركة وقد أتاحت هذه الوظيفة لعبداللَّه عبد الباري فرصة العمل في جريدة المصري في فترة المساء.
بدأ عبد اللَّه عبد الباري عمله الصحفي محررا لشئون الطيران في جريدة المصري وأول حديث صحفي أجراه كان مع مستشار النمسا في فيينا وترقي في شركة الإعلانات حتي صار رئيسا للقسم العربي كله المختص بإعلانات جريدة المصري ثم مندوبا للإعلانات، وقد أتاحت له هذه الوظائف التعرف بكبار شخصيات مصر السياسية آنذاك وكبار رجال الاقتصاد والمال والأعمال والصناعة، وبعد ثلاثة أعوام من التحاقه بالعمل صار مديرا للإنتاج ووكيلا مفوضا للشركة، وقام في سنوات 1949 و 1950 و 1951 بزيارات لدول كثيرة في رحلات صحفية والتقي كثيرا من الملوك والرؤساء ورؤساء الوزارات والوزراء ومثل شباب مصر في أول مؤتمر دولي للإعلان بعدا لحرب في إنجلترا.

## القبض عليه
بعد أحداث مارس سنة 1954م صودر المصري وأغلقت شركة الإعلانات المصرية وانضم عبد اللَّه عبد الباري إلي أخبار اليوم وخلال عمله في أخبار اليوم تم القبض عليه سنة 1962م وقضي في السجن أكثر من عام بتهمة أنه كان يعمل في جريدة المصري.

## انضمامه للأهرام
بعد خروجه من السجن ترك العمل في جريدة الأخبار وانضم إلي العمل بجريدة الأهرام سنة 1965م وفي عام 1968 انتخب عضوا بمجلس إدارة الأهرام وكان حينها مديرا عاما لإعلانات الأهرام ومديرا عاما لوكالة الأهرام للإعلان وفي سنة 1976م صار مديرا عاما لمؤسسة الأهرام وتدرج عبد اللَّه عبد الباري في المناصب القيادية بالأهرام حتي صار رئيسا لمجلس إدارة الأهرام، وقبل أن يبلغ عبد اللَّه عبد الباري السن القانونية للمعاش في 1984 تقلد منصب رئيس مجلس إدارة دار مايو للنشر إلي جانب رئاسته لمجلس إدارة الأهرام.

## الأوسمة والجوائز
- وسام الجمهورية المصري[9]
- وسام الاستحقاق الفرنسي[9]